# Empoasca arta
Empoasca arta är en insektsart som beskrevs av Delong och Davidson 1935. Empoasca arta ingår i släktet Empoasca och familjen dvärgstritar. Inga underarter finns listade i Catalogue of Life.